# Stadion Neo GSZ
Stadion Neo GSZ lub Gimnastyczny Klub Zenon (gr. Γυμναστικός Σύλλογος Ζήνων; Γ.Σ.Ζ.) – wielofunkcyjny obiekt sportowy w miejscowości Larnaka na Cyprze. 

## Charakterystyka
Został otwarty w 1989 roku. Pojemność stadionu to 13 032 miejsca. Obecnie spełnia wszystkie kryteria UEFA do rozgrywania najważniejszych spotkań piłkarskich. Do października 2016 roku na stadionie swoje mecze domowe rozgrywał miejscowy klub AEK Larnaka. Potem zespół ten przeniósł się na wybudowany obok nowy stadion - AEK Arena. W sezonie 2016/17 swoje mecze w roli gospodarza na tym stadionie odbywał klub Karmiotissa Pano Polemidia, ponieważ ich domowy stadion Stadion Miejski w Pano Polemidii nie spełnia wymogów najwyższej klasy rozgrywkowej na Cyprze.
Zazwyczaj jest określany jako Neo GSZ, aby odróżnić go od starego stadionu GSZ, którego zastąpił. Właścicielem stadionu jest Klub Gimnastyczny Zenon, który wziął swoją nazwę od miejscowego filozofa Zenona z Kition. Przed fuzją klubów Pezoporikos Larnaka i EPA Larnaka do nowego klubu piłkarskiego AEK Larnaka była areną domową obydwu klubów.
Reprezentacja Cypru rozegrała na tym stadionie jeden mecz. Odbył się on w roku 2012 przeciwko reprezentacji Serbii, a zakończył się bezbramkowym remisem. Obiekt niekiedy jest również wykorzystywany przez cypryjskie kluby, w meczach rozgrywanych w ramach europejskich pucharów.